# ヘンリー・ウィリアム・プアー
ヘンリー・ウィリアム・プアー（Henry William Poor、1844年6月16日 - 1915年4月）は、アメリカ合衆国の銀行家、株式仲買人、著作家。
1844年、ヘンリー・ウィリアム・プアーは、ヘンリー・ヴァーナム・プアーの息子としてメイン州バンゴーに生まれた。彼が5歳のときに一家はニューヨーク市へ移り、少年期を当地で過ごした。その後、ハーバード・カレッジに学び、1865年に卒業した。
1868年に、プアーが父とともに設立したプアー出版(H.V. and H.W. Poor Co.)は、後の投資情報会社スタンダード&プアーズの前身となった。
プアーは、株式仲買人として、投資家として広く知られる活躍をしたが、1908年には、大きな損失を出したのをきっかけに、自ら事業を清算した。
プアーは、書籍収集家、芸術のパトロンとしても広く知られていた。
プアーは、1915年4月に、ニューヨーク市で没した。71歳であった。